# Rajka
Rajka è un comune di 2 625 abitanti situato nella contea di Győr-Moson-Sopron, nell'Ungheria nordoccidentale.